# Недашківська Тетяна Євгенівна
Недашківська Тетяна Євгенівна(*10 жовтня 1961, м. Житомир) — кандидат філологічних наук з 1990, доцент із 2007 Житомирського державного університету імені Івана Франка. Із 2003 по 2005 рр. — декан філологічного факультету, з 1997 до 2001 — заступник декана філологічного факультету цього ж університету. З 2001 до 2003 р. — проректор з навчальної роботи, завідувач кафедри соціальних і гуманітарних дисциплін Житомирського інституту МАУП. З 2013 р. — завідувач кафедри слов'янських і германських мов Житомирського державного університету імені Івана Франка. Психолінгвіст.